# Mangia i ricchi

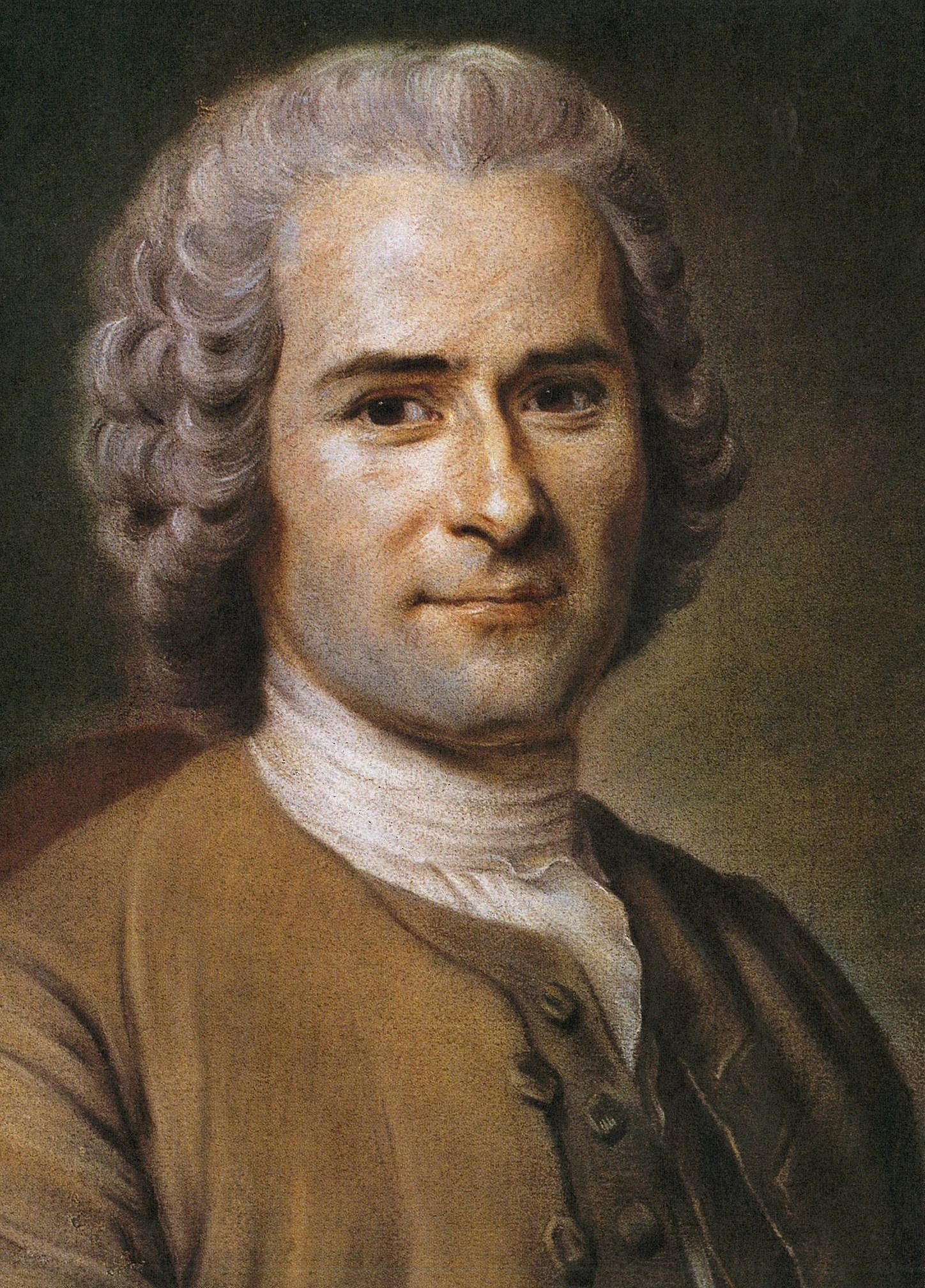
Jean-Jacques Rousseau

Mangia i ricchi è l'abbreviazione di una frase attribuita a Jean-Jacques Rousseau (1712-1778). Spesso utilizzato come motto da persone appartenenti a gruppi anticapitalisti e antagonisti, diviene celebre all'inizio del 21° secolo, con l'aumento di manifestazioni e dimostrazioni (da parte dei gruppi precedentemente citati) atte a sensibilizzare l'opinione pubblica circa la crescente disuguaglianza di reddito.

## Origine e contesto

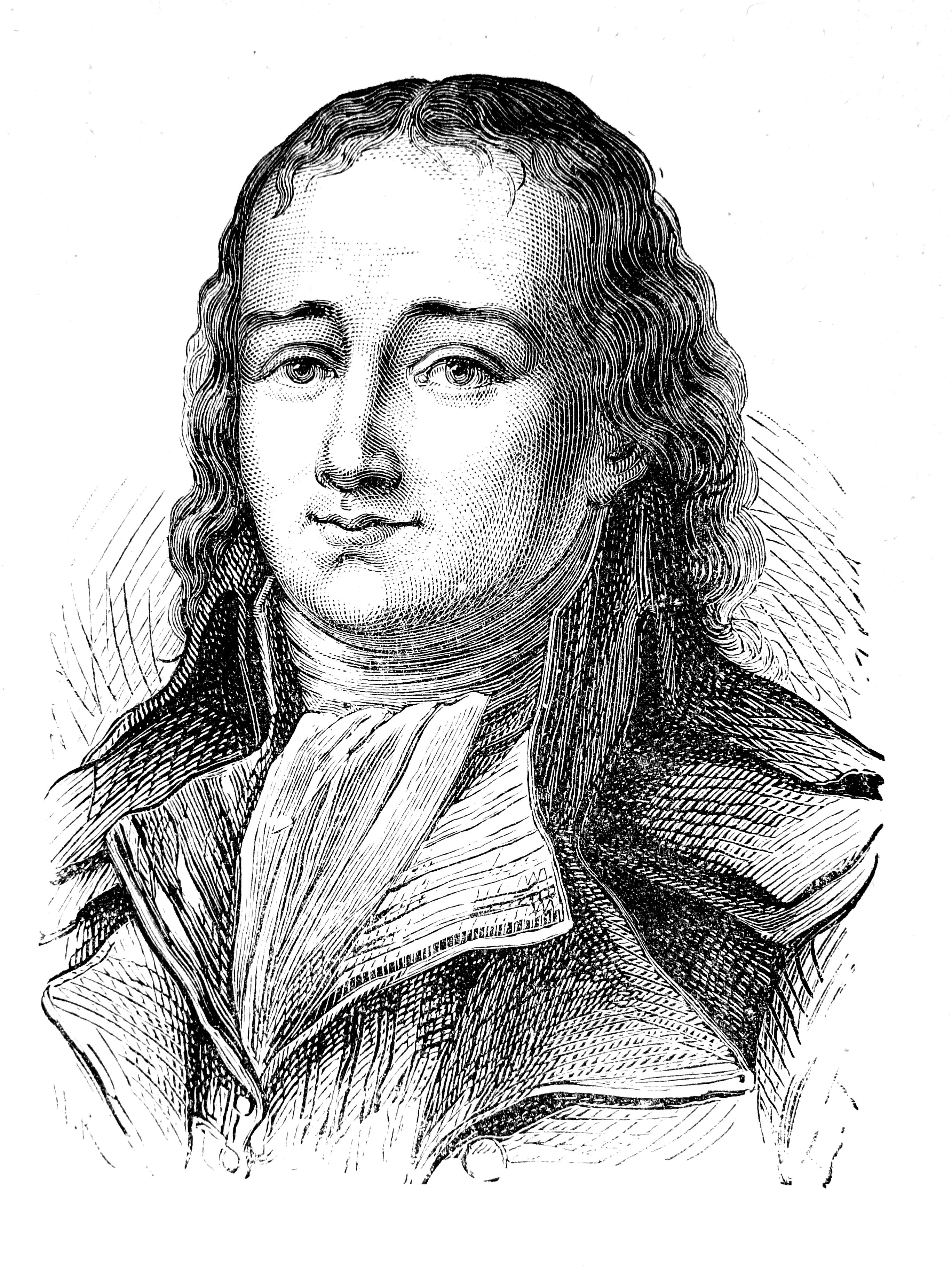
Pierre-Gaspard Chaumette, da un suo discorso ebbe origine il celebre slogan.

Secondo lo storico Adolphe Thiers, il Presidente della Comune di Parigi, Pierre Gaspard Chaumette, tenne un discorso alla città il 14 ottobre 1793 (durante il regno del terrore), in cui disse:
«Rousseau était peuple aussi, et il disait: Quand le peuple n'aura plus rien à manger, il mangera le riche.»
«Rousseau, anche lui un uomo del popolo, disse: Quando il popolo non avrà più da mangiare, allora mangerà i ricchi.»

## Uso moderno
Lo slogan viene utilizzato da coloro che si oppongono alla disuguaglianza di ricchezza e viene associato alle frange politiche vicine al socialismo. La frase è divenuta popolare online, in particolare tra i Millennial e la Generazione Z che generalmente sono meno individualisti e più propensi al bene comune rispetto alla generazione dei loro genitori, i Baby boomer.
La frase è stata utilizzata durante i raduni di politici progressisti negli Stati Uniti, come Elizabeth Warren e Bernie Sanders.
La frase "Eat The Rich Archiviato il 26 luglio 2021 in Internet Archive." è inoltre utilizzata da un partito politico sudafricano, il Land Party, come slogan della campagna per le elezioni del governo locale del 2021.

## Nella cultura popolare
La frase è stata utilizzata come slogan dalla community di Reddit durante la cosiddetta "Operazione GameStop" del gennaio 2021 ed è divenuta successivamente virale su TikTok, dove video in tendenza come "POV: eat the rich" sono tipicamente correlati a qualcosa di banale e relativamente normale, come fare la spesa o ascoltare musica.
La frase dà il nome a due canzoni; una degli Aerosmith e una dei Motörhead.